# Louis Roche
Louis Roche, né le 20 novembre 1991 aux Sables-d'Olonne, est un handballeur français. Il évolue au poste de pivot.

## Biographie

### Formation à Nantes
Louis Roche est formé au HBC Nantes. Il dispute quelques matches de D1 avec Nantes en tant que membre du centre de formation, mais avec un tout petit temps de jeu. En 2011-2012, il participe à deux rencontres de Coupe de l'EHF.

### Fin compliquée à Bordeaux
Au terme de la saison 2013-2014, l’international jeunes est élu meilleur pivot de ProD2 (51 buts).
Louis Roche, qui évolue avec les Girondins de Bordeaux depuis trois saisons, est laissé sur la touche par la liquidation judiciaire du club bordelais. Il retourne dans son club formateur, le HBC Nantes où il joue en équipe réserve. Fin septembre 2014, il effectue un essai de trois jours à l'USAM Nîmes, qui s'avère non-concluant. 

### Rebond à Chartres (depuis 2015)
En mars 2015, le Chartres MHB 28 engage Louis Roche jusqu'à la fin de la saison comme joker médical, pour pallier la blessure de son pivot Maxime Cherblanc. Vainqueur des play-offs, Chartres est promu en première division pour la première fois de son histoire.
En 2015-2016, Roche joue sa première saison entière en D1 et déclare, en mars 2016 : « En début de saison, j'appréhendais un peu le niveau de la D1, mais je me suis plutôt bien calé sur la vitesse de jeu. Pour l'instant, je suis plutôt content. Défensivement, je me sens à l'aise. Par contre, en attaque, j'ai encore un peu boulot. Je manque de régularité. Il faudrait que j'arrive plus souvent à scorer quatre, cinq ou six buts ».
En février 2017, Roche prolonge de deux saisons son contrat avec Chartres.

## Style de jeu

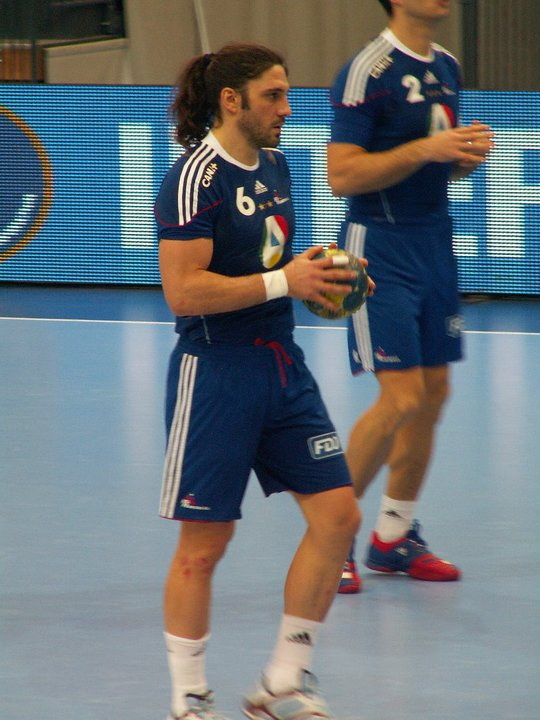
Bertrand Gille, modèle de Roche.

Costaud à l’impact et généreux dans l’effort, le pivot ne rechigne jamais quand il s’agit d’aller au combat. L’engagement est sa principale qualité. « Louis, c'est un tempérament. Un combattant, observe son second entraîneur à Chartres, Jérémy Roussel. Il sait être agressif sans être violent. Défensivement, il faut reconnaître que c'est un client. Si je devais partir à la guerre, je l'emmènerais les yeux fermés. Ce n'est pas le genre à s'échapper ». Alors que la plupart des joueurs préfèrent attaquer, le Vendéen prend plaisir à interdire l'accès au but. Il n'a pas un gabarit hors-norme pour un handballeur (1,88 m, 100 kg), mais a le sens du timing et du sacrifice, dur au mal. « Défendre, c'est ce que je préfère, explique-t-il en mars 2016. C'est plaisant de récupérer un ballon et de le monter. ».
S'il est précis à la finition (33 buts à 80 % de réussite pour sa première demi-saison en D1 en 2015-2016), il lui manque encore un peu de vice, selon son entraîneur. « Il doit encore progresser pour créer des solutions », estime Roussel. Alors de temps en temps, Louis Roche scrute ce que font les meilleurs pivots du championnat. « Je n'aime pas trop regarder les matches à la télé, mais quand ça m'arrive, je zoome sur quelques joueurs ». Ses références ? « Pendant longtemps c'était Bertrand Gille. J'aime bien Cédric Sorhaindo aussi ».

## Palmarès
- Championnat de France D2 (1)
  - Champion : 2019
  - Vainqueur des play-off : 2015
  - Finaliste des play-off : 2017